# جفری ایملت
جفری ایملت (به انگلیسی: Jeffrey Immelt) (زاده ۱۹ فوریه ۱۹۵۶) مدیر اجرایی و کارآفرین آمریکایی است. وی هم‌اکنون رییس هیئت مدیره و مدیر عامل اجرایی شرکت جنرال الکتریک می‌باشد و عملاً سکان رهبری این شرکت بزرگ را، در دست دارد.
ایملت از سال ۲۰۰۰ و در پی بازنشستگی جک ولش از رهبری جنرال الکتریک توسط هیئت مدیره این شرکت، به‌عنوان مدیرعامل انتخاب شد. پس از چند ماه، به ریاست هیئت مدیره جنرال الکتریک نیز انتخاب گردید. وی پیش از آن، به‌عنوان مدیرعامل شرکت تجهیزات پزشکی جی‌ای فعالیت می‌نمود.